# Herrmann Julius Meyer

Herrmann Julius Meyer

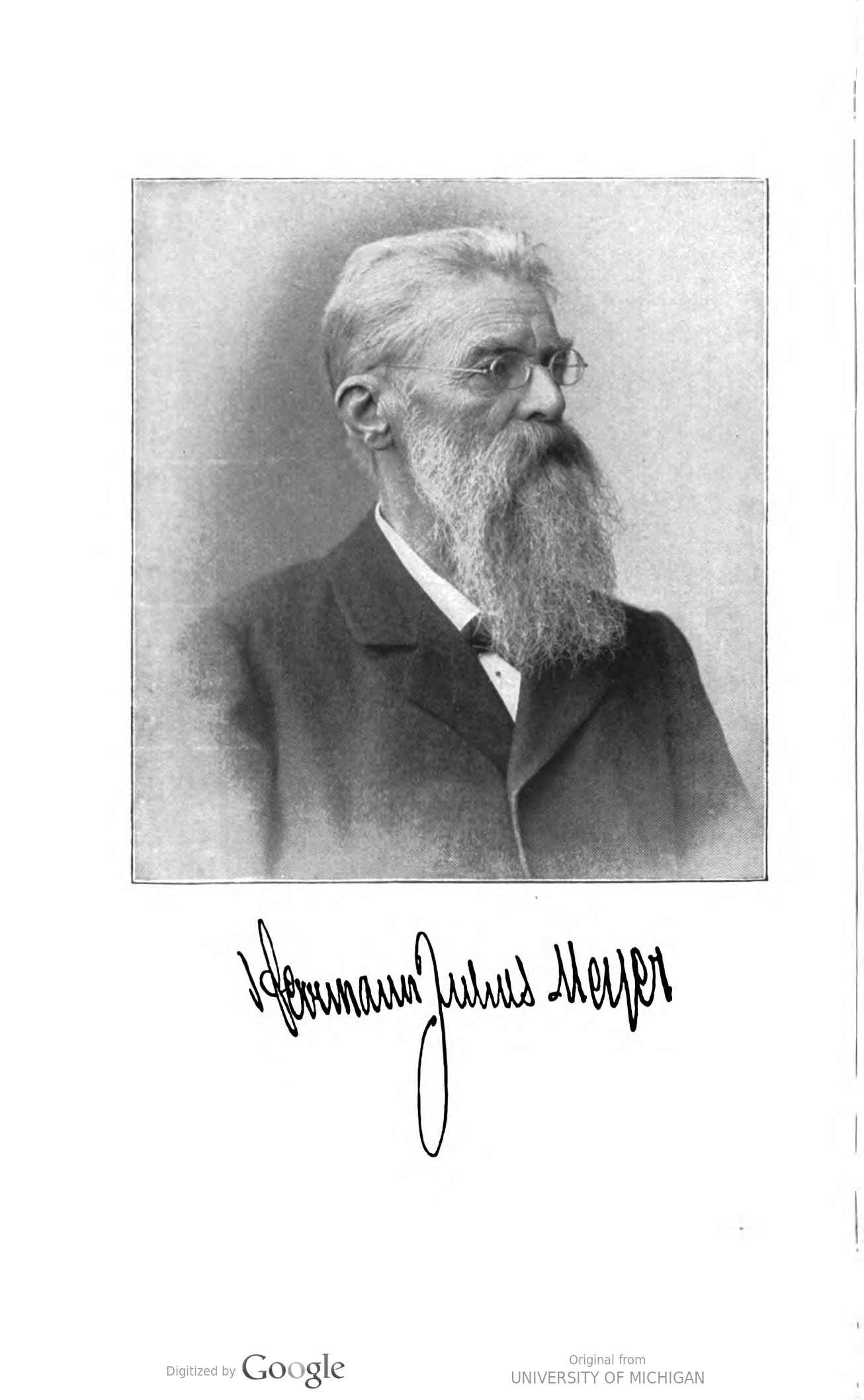
Hermann Julius Meyer

Herrmann Julius Meyer (* 4. April 1826 in Gotha; † 12. März 1909 in Leipzig) war ein deutscher Verleger.

## Leben

Villa Herrmann Julius Meyer II (erbaut 1885/86 von Max Pommer)

Herrmann Meyer wurde als Sohn des Verlagsbuchhändlers Joseph Meyer in der thüringischen Residenzstadt Gotha im Herzogtum Sachsen-Gotha-Altenburg geboren. Nach einer Lehre zum Buchhändler arbeitete er im Verlag seines Vaters, der 1826 als Bibliographisches Institut in Gotha gegründet worden war und sich seit 1828 in Hildburghausen im Herzogtum Sachsen-Meiningen befand.
In der Folge der Märzrevolution flüchtete Herrmann Meyer in die USA. 1849 gründete er eine Zweigniederlassung des Bibliographischen Instituts in New York, die 1854 liquidiert wurde. Nach dem Tod seines Vaters übernahm er 1856 den inzwischen wirtschaftlich angeschlagenen Verlag und konsolidierte ihn. Besonders erfolgreich waren die seit 1861 herausgegebenen Klassikerreihen und das mehrfach neu aufgelegte Tierleben von Alfred Brehm. Jahr 1874 verlegte Meyer den Sitz des Bibliographischen Instituts von Hildburghausen in das Königreich Sachsen, in den Leipziger Vorort Reudnitz (seit 1889 Stadtteil von Leipzig). Hier im sogenannten Graphischen Viertel in der Leipziger Ostvorstadt war er im Zentrum der Buchindustrie und von deutschlandweit bedeutenden Verlagen.
Herrmann Meyer hatte sechs Söhne und zwei Töchter, darunter: Hans Meyer (1858–1929), Afrikaforscher und Erstbesteiger des Kilimandscharo, Arndt Meyer (1859–1928), Carl Meyer (1861–1908), Hermine Fanny Schlobach geb. Meyer (1864–1935), Maria Magarethe Erna Meyer (1865–1931) und Hermann Meyer (1871–1932), ebenfalls Forschungsreisender in Afrika.
1884 zog Herrmann Meyer sich aus dem Verlag zurück und übergab ihn seinen ältesten Söhnen Hans und Arndt. Er ließ sich 1885/86 die historistische Villa Villa Hermann Julius Meyer II in der damaligen Plagwitzer Straße (heute Käthe-Kollwitz-Straße) im Leipziger Bachviertel errichten. Diese entwarf der Architekt Max Pommer (1847–1915), der in Hermann Meyer einen väterlichen Freund sah. Die von Meyer zuvor bewohnte Villa Hermann Julius Meyer I in unmittelbarer Nähe wurde 1873 nach Plänen von Gustav Müller (1827–1904) errichtet.

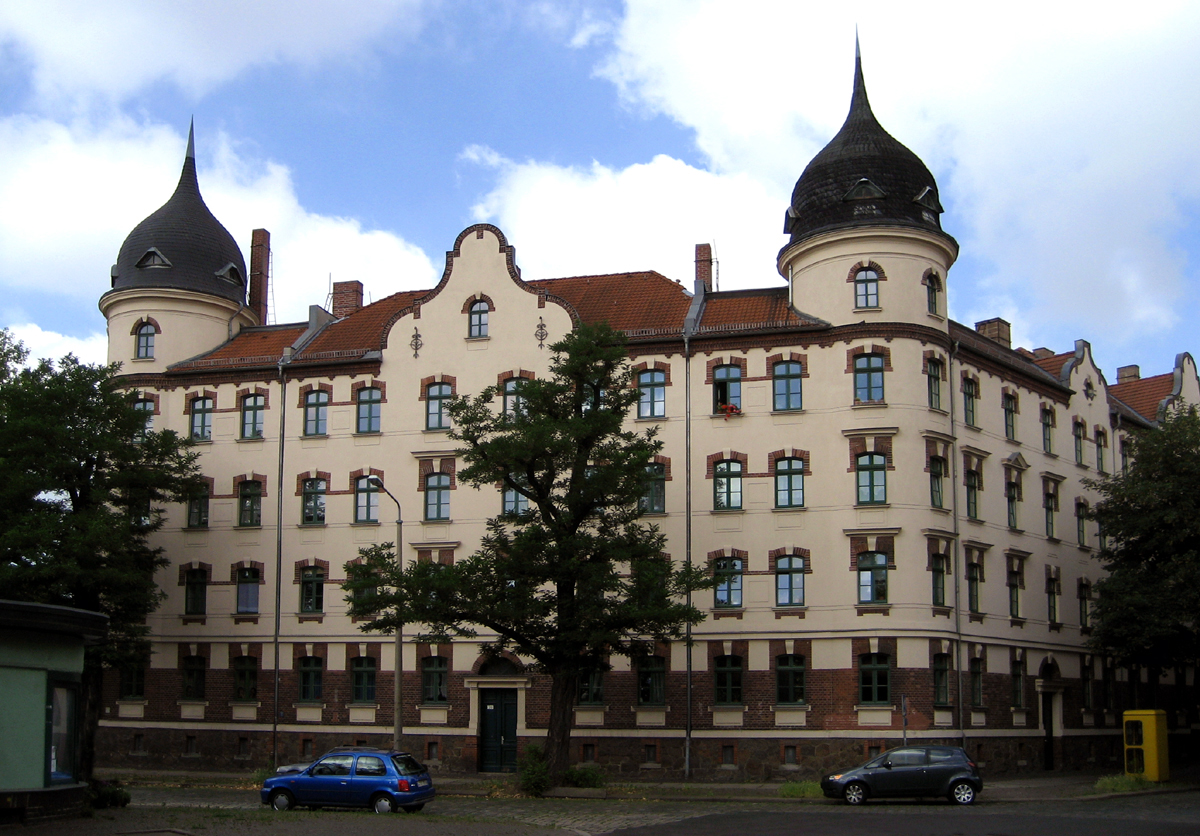
Meyer’sche Häuser in Eutritzsch

1888 gründete Hermann Meyer in Leipzig den Verein zur Erbauung billiger Wohnungen. Den Verein wandelte er am 3. April 1900 in die Stiftung zur Erbauung billiger Wohnungen, heute Stiftung Meyer’sche Häuser, um. Die Stiftung errichtete bis 1914 vier Wohnkolonien mit insgesamt rund 2700 Wohnungen in den Leipziger Stadtteilen Lindenau, Eutritzsch, Reudnitz und Kleinzschocher. Meyer beauftragte wiederum Max Pommer mit dem Erwerb, der Planung und Bebauung der Grundstücke.

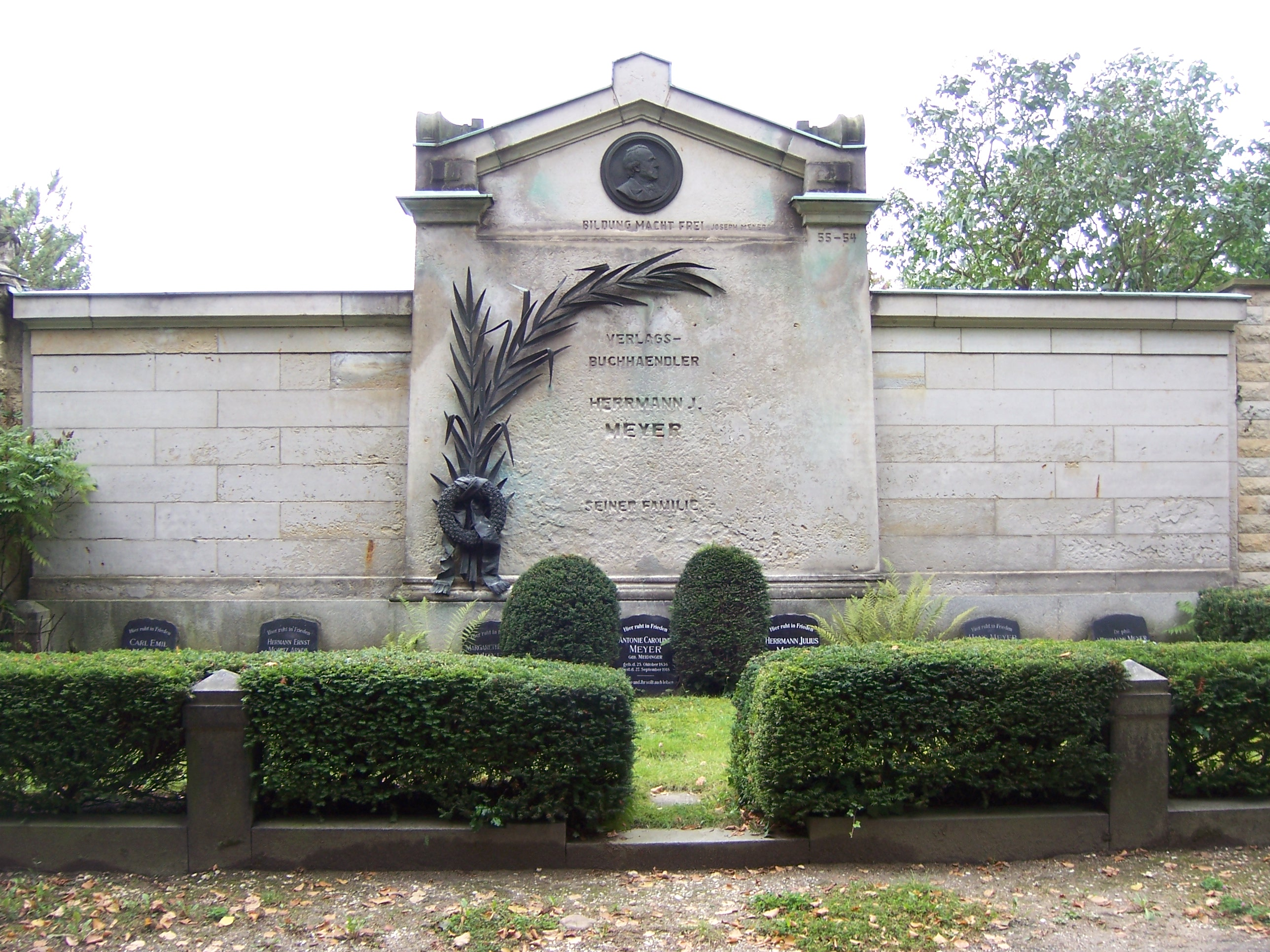
Grabstätte der Familie Herrmann Julius Meyer auf dem Südfriedhof in Leipzig

Herrmann Meyer wurde auf dem Leipziger Südfriedhof (III. Abteilung) begraben. Sein Nachlass befindet sich im Archiv für Geographie des Leibniz-Instituts für Länderkunde in Leipzig.

## Ehrungen
In seinem Todesjahr stifteten ihm die Bewohner der Kolonie Reudnitz eine Gedenktafel und 1928 wurde eine Straße in der Kolonie Kleinzschocher nach ihm Herrmann-Meyer-Straße benannt. Im Volksmund wird er noch heute durch die Bezeichnung Meyersdorf für die Kolonie Kleinzschocher geehrt.